# Mayrhof (Górna Austria)
Mayrhof – gmina w Austrii, w kraju związkowym Górna Austria, w powiecie Schärding. Liczy 297 mieszkańców.